# دوغلاس دي سي-3
دوغلاس دي سي - 3 (بالإنجليزية: Douglas DC-3)‏ هي طائرة أمريكية ذات محركين بمراوح التي حققت سرعتها ومجالها ثورة في عالم النقل الجوي في الثلاثينيات والأربعينيات. بسبب تأثيرها الدائم علي صناعة طائرات الركاب والحرب العالمية الثانية فهي تعد واحدة من أكثر طائرات النقل تأثيرًا في العالم علي الإطلاق.

## الأنتاج
الإنتاج الإجمالي للدي سي-3 16,079 طائرة.  وظلت أكثر من 400 طائرة في الخدمة التجارية حتى عام 1998. والإنتاج كان على النحو التالي:
- 10,655 طائرة صنعت في الولايات المتحدة.
- 4937 طائرة تم صنعها بترخيص (أي ال-2) في الاتحاد السوفيتي.
- 487 طائرة صنعت في اليابان تحت اسم (ال2دي2) وتستخدم محركات متسوبيشي

## مواصفات (DC-3A)

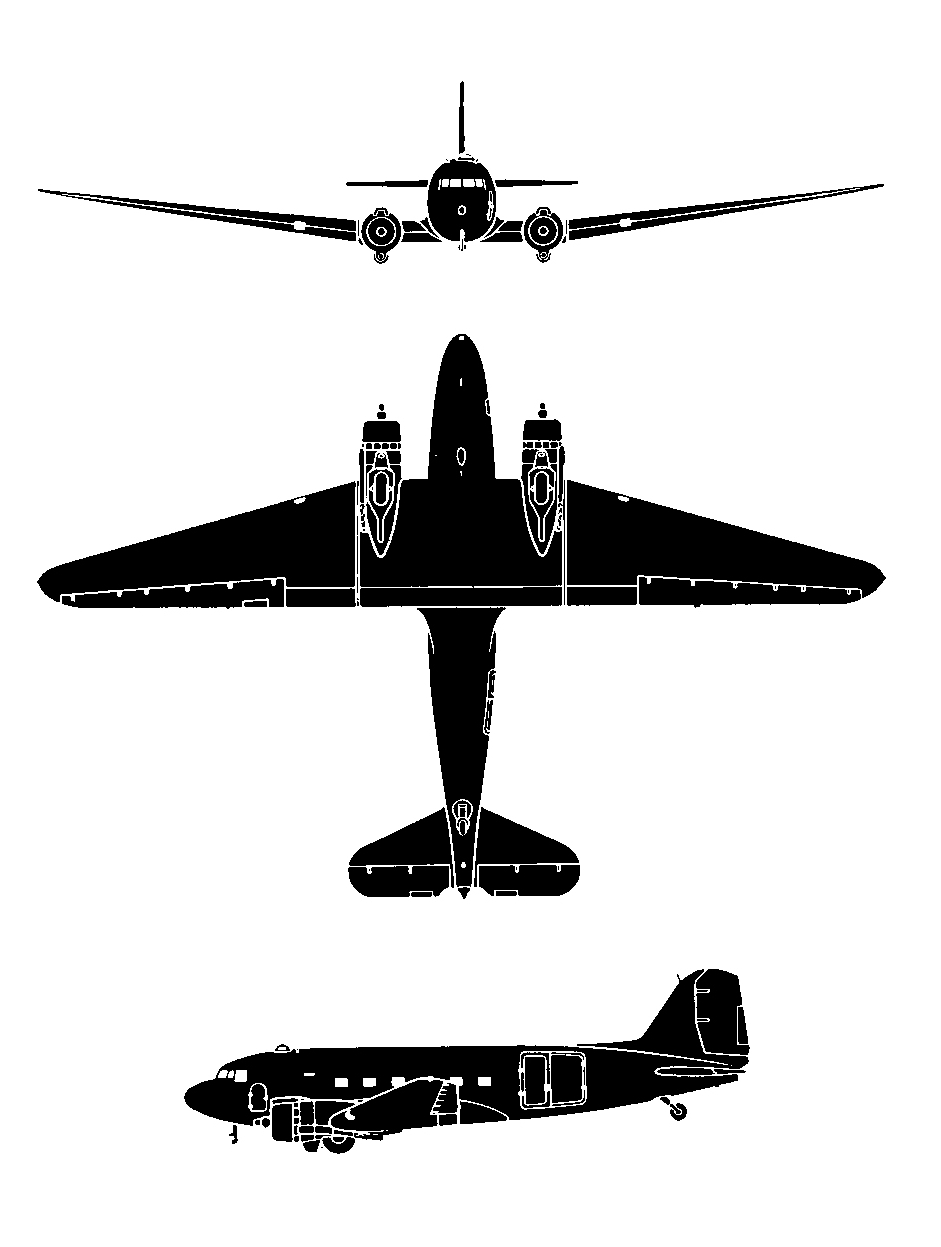
دوغلاس دي سي-3

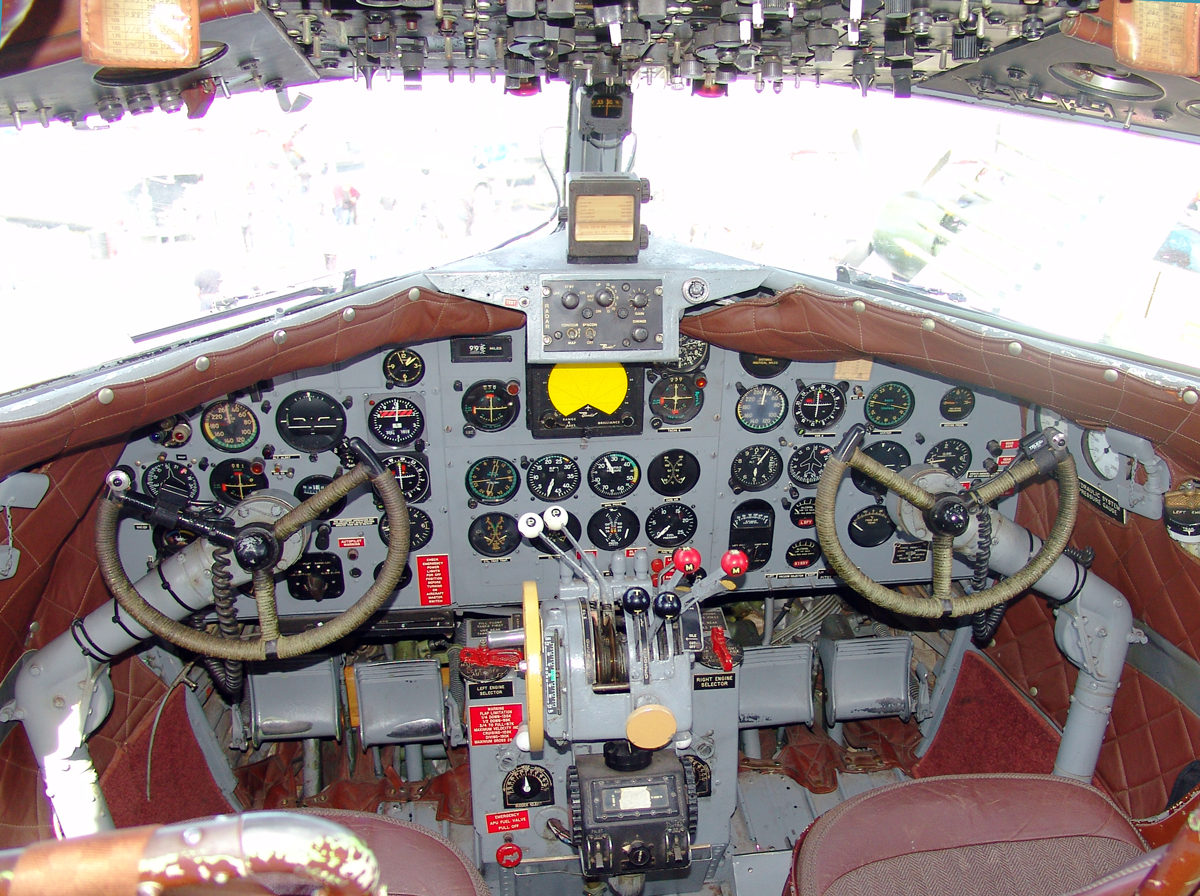
Cockpit of DC-3 formerly operated by the FAA to verify operation of ملاحة لاسلكية (VORs and NDBs) along federal airways

البيانات من McDonnell Douglas Aircraft since 1920
الخصائص العامة
- طاقم: اثنان
- سعة: 21–32 راكب
- طول: 64 قدم 8 بوصة (19.7 م)
- باع الجناح: 95 قدم 2 بوصة (29.0 م)
- ارتفاع: 16 قدم 11 بوصة (5.16 م)
- مساحة الجناح: 987 قدم2 (91.7 م2)
- Aspect ratio: 9.17
- جناح حامل: NACA2215 / NACA2206
- الوزن فارغة: 16,865 رطل (7,650 كـغ)
- الوزن الإجمالي: 25,199 رطل (11,430 كـغ)
- سعة الوقود: 822 غالون (3736 لتر)
- محركات: 2 × رايت آر-1820 سيكلون 9-cyl. air-cooled radial piston engine, 1,100 حصان (820 كـو)  الواحد
- محركات: 2 × برات آند ويتني آر-1830 توين واسب 14-cyl. air-cooled two row radial piston engine, 1,200 حصان (890 كـو)  الواحد
- مراوح: 3-ريشة Hamilton Standard 23E50 series, 11 قدم 6 بوصة (3.51 م) diameter

أداء
- السرعة القصوى: 200 عقدة؛ 370 كم/س (230 ميل/س) على 8,500 قدم (2,590 م)
- سرعة العبور: 180 عقدة؛ 333 كم/س (207 ميل/س)
- Stall speed: 58.2 عقدة (67 ميل/س؛ 108 كم/س)
- سقف الخدمة: 23,200 قدم (7,100 م)
- معدل الصعود: 1,130 قدم/د (5.7 م/ث)
- الحمل على الجناح: 25.5 رطل/قدم2 (125 كـغ/م2)
- Power/mass: 0.0952 hp/lb (156.5 W/kg)

## الحوادث
- خلال ظهر 26 يناير 1947 بمطار كاستروب في كوبنهاغن، الدنمارك أقلعت الطائرة التابعة لخطوط الجوية الملكية الهولندية وصعودها على ارتفاع حوالي 50 مترًا (150 قدمًا)[5]؛ بحيث كانت متوجهة إلى ستوكهولم، السويد، توقفت وسقطت من مقدمتها أولاً نحو الأرض، ثم انفجرت عند الاصطدام، قُتل جميع الأشخاص الـ 22 الذين كانوا على متنها (16 راكبًا وستة من أفراد الطاقم)، وجدت التحقيق أن موظفًا شابًا عديم الخبرة قد قام بصيانة الطائرة، وبعد فترة قصيرة من الوقت، فشل قبطان الطائرة في تنفيذ قائمة الفحوصات النهائية قبل الرحلة بشكل صحيح، بحيث انطلق دون أن يدرك أن دبابيس قفل المصعد لا تزال في مكانها،[6] كان على متنها الممثلة الأمريكية غريس مور والممثلة الدنماركية غيردا نيومان وكذلك الأمير غوستاف أدولف السويدي والد الملك الحالي كارل السادس عشر غوستاف.

- حادثة خطوط لان الجوية في تشيلي بتاريخ تاريخ 3 أبريل 1961م[7]

الرحلة رقم 210 (الطائرة: دوغلاس C- 47A، رقم التسجيل CC- CLD- P210)
حيث اختفت الطائرة فجأة، ويتوقع أنها تحطمت على تلة بالقرب من لا غوتيرا بجبال الأنديز التشلية أثناء قيامها برحلة بن مدينتي كاسترو - سانتياغو، مما أسفر عن مقتل جميع الركاب ال34 الذين كانوا على متنها في أسوأ حادث طيران بتشيلي في ذلك الوقت، ولم يحدد السبب وراء هذا الحادث.
وكانت الطائرة المفقودة تقل 34 شخصا، بينهم ثمانية لاعبين من فريق غرين كروس لكرة القدم، والمدرب ارنالدو فاسكيز وبعض المقربين من هذا النادي الذي يلعب في دوري الدرجة الأولى، والذي كان عائداً إلى سانتياغو بعد ان لعب مباراة في مقاطعة أوسورنو جنوب البلاد.
وفي 9 فبراير 2015 تم العثور على الطائرة المفقودة في جبال الانديز التشيلية وذلك من قبل فريق تسلق للجبال على علو أكثر من 3200 متر، بعد أن كانت قد اختفت لمدة نصف قرن من الزمن.
جزء من جسم الطائرة لا يزال جاثماً هناك، وتنتشر حوله أشياء كثيرة، بما في ذلك عظام بشرية.